# Jacoba Maria van Nickelen
Jacoba Maria van Nickelen, född 1690, död 1749, var en nederländsk målare.
Hon är främst känd för sina blomstermotiv. 

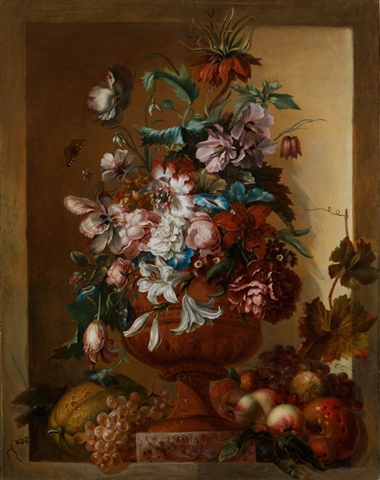
Jacoba Maria van Nickelen - flowers in a vase set in a stone niche